# Влада Митра Мартиновића
За вријеме Балканских ратова (1912−1913) на власти је био један правашки кабинет са генералом Митром Мартиновићем на мјесту предсједника (6. VI 1912 - 25. IV 1913). Он је био и министар војни и заповједник на ратишту па га је у одсуству заступао министар правде Душан Вукотић.
Због неслагања са напуштањем Скадра у априлу 1913. године, ова влада је демисионирала, а нови кабинет саставио је бригадир Јанко Вукотић.

## Чланови владе
| Функција                                    | Слика     | Име и презиме     | Детаљи                                                                             |
| ------------------------------------------- | --------- | ----------------- | ---------------------------------------------------------------------------------- |
| Предсједник Министарског Савјета            |           | Митар Мартиновић  |                                                                                    |
| Министар Војни                              |           | Митар Мартиновић  |                                                                                    |
| Министар Иностраних Дјела                   | заступник | Митар Мартиновић  |                                                                                    |
| Предсједник Привремени Министарског Савјета |           | Душан Вукотић     | па га је у одсуству заступао Душан Вукотић када је био на ратишту 3. октобра 1912. |
| Привремени Министар Војни                   |           | Душан Вукотић     | па га је у одсуству заступао Душан Вукотић када је био на ратишту 3. октобра 1912. |
| Привремени Министар Иностраних Дјела        |           | Душан Вукотић     | па га је у одсуству заступао Душан Вукотић када је био на ратишту 3. октобра 1912. |
| Министар Правде                             |           | Душан Вукотић     |                                                                                    |
| Министар Унутрашњих Дјела                   |           | Јован С. Пламенац |                                                                                    |
| Министар Просвјете и Црквених Послова       | заступник | Јован С. Пламенац |                                                                                    |
| Министар Финансија и Грађевина              |           | Секула Дрљевић    |                                                                                    |